# Война Кифта
Война Кифта, также известная как Война ваппингеров — конфликт (1643—1645) между поселенцами зарождавшейся колонии Новые Нидерланды и индейцами ленапе (делавары) в районе будущего Нью-Йорка. Конфликт был назван в честь генерал-губернатора Виллема Кифта, который организовал нападение на индейцев без одобрения консультативного совета и вопреки пожеланиям колонистов. Голландские солдаты атаковали лагеря ленапе и убили местных жителей, что способствовало объединению местных алгонкинских племен против голландцев и усилило взаимную ненависть. Это был один из самых ранних конфликтов между коренными американцами и европейскими поселенцами. Недовольная Кифтом Голландская Вест-Индская компания отозвала губернатора в Европу, но по пути он погиб в результате кораблекрушения. Питер Стёйвесант сменил его на посту генерал-губернатора. Из-за сохранявшейся угрозы со стороны индейцев многие голландские поселенцы вернулись в Нидерланды, и рост колонии замедлился.

## Предыстория
Назначенный директором голландской Вест-Индской компании Виллем Кифт прибыл в Новые Нидерланды в апреле 1638 года. Без очевидного опыта или квалификации, он, вероятно, был назначен благодаря семейным связям. В предыдущем году английские колонии (Колония Массачусетского залива, Род-Айленд и Виндзор, Коннектикут) объединились с народами мохеганов и наррагансетов и уничтожили голландских союзников, племя пекотов. Поражение пекотов облегчило англичанам захват северных районов Новых Нидерландов вдоль реки Коннектикут. За две недели до прибытия Кифта Петер Минёйт, бывший генерал-губернатор, основал шведское поселение (Новая Швеция) в плохо развитом южном театре колонии, в нынешней долине Делавэр.
Между тем вдоль Гудзона Новые Нидерланды процветали. Голландская Вест-Индская компания управляла поселением главным образом в интересах торговли, и Новый Амстердам и другие поселения долины Гудзона активно расширялись. В 1640 году Компания отказалась от своей торговой монополии и объявила Новые Нидерланды зоной свободной торговли. Так, внезапно Кифт стал губернатором бурно развивающейся колонии.
Однако директора Компании были недовольны: из-за плохого управления проект Новые Нидерланды так и не стал по-настоящему прибыльным. Усилия Компании в другом месте, напротив, приносили хорошие доходы. Из-за этого директора стремились сократить административные издержки, главной из которых была защита колоний. В рамках этой тенденции были заключены соглашения о покупке земли с коренными народами, которые исторически населяли эти земли. Это были платежи за признание общих прав на использование земли в обмен на дружеские отношения и взаимную защиту.
Первый план Кифта по сокращению расходов состоял в том, чтобы потребовать выплаты дань от племен, проживающих в регионе. Долгосрочные колонисты не поддержали этого замысла, но Кифт им воодушевился. Будучи преисполнен решимости заявить о себе, Кифт использовал в качестве повода похищение свиней с фермы Давида де Фриза (позже выяснилось, что свиней украли другие голландские поселенцы), чтобы отправить солдат в деревню Раритан на Стейтен-Айленде, убив нескольких индейцев ленапе. Когда индейцы ответили и сожгли ферму Вирис, убив четырёх колонистов, Кифт предложил соперничающим племенам награду за головы нападавших.
В августе 1641 года Клас Свитс, пожилой швейцарский иммигрант, был убит индейцами племени ваппингер. Свитс управлял популярным общественным заведением, часто посещаемым европейцами и коренными американцами на нынешнем Манхэттене. Убийство, как говорили, было результатом кровной мести, но Кифт решил использовать это событие в качестве предлога для начала войны.
Ещё один инцидент, вызвавший напряженность, произошел в Ахтер-Коле, вдоль берегов реки Хакенсак. Поселенцы новой фактории вступили в потасовку с местными алгонкинами по поводу пропавшего пальто, и их бригадир был убит индейцами.

## Война
Когда колонисты воспротивились инициативам Кифта, он попытался использовать инцидент со Свитсом, чтобы получить общественное одобрение войны. Он создал Совет Двенадцати, первый избранный орган в колонии в Новых Нидерландов, чтобы добиться одобрения операции возмездия. Но Совет отклонил предложение Кифта о рейде на деревню ваппингеров, если те откажутся выдать убийц. Колонисты жили в мире с коренными американцами в течение почти двух десятилетий, становясь друзьями, деловыми партнерами, сотрудниками, работодателями, поэтому Совет был встревожен последствиями предлагаемого «крестового похода» Кифта.
Коренные американцы были гораздо более многочисленны, чем европейцы, и могли защитить свою жизнь и имущество. Они поставляли колонистам меха и шкуры, которые были основой экономики колонии. Глава Совета Давид Петерс де Фриз стремился отговорить Кифта от войны. В ответ Кифт распустил совет и издал указ, запрещающий его членам встречаться или собираться.
В итоге Кифт отправил карательную экспедицию, чтобы напасть на деревню индейцев, но солдаты заблудились, и Кифт был вынужден принять мирные дары старейшин ваппингеров. 23 февраля 1643 года, спустя две недели после роспуска Совета, Кифт начал рейд на лагерь ваппингеров (племена магикан и могавков на севере вытеснили их на юг годом ранее, где те искали защиты от голландцев). Кифт в тот раз отказался от помощи ваппингерам, несмотря на гарантии Компании племенам предоставить её. Беженцы образовали лагерь в нынешнем Джерси-Сити и нижнем Манхэттене. В ходе так называемой Павонской резни 129 голландских солдат атаковали лагеря и убили 120 коренных американцев, включая женщин и детей. Выступая против нападения, де Фриз описал события в своем журнале: «Младенцы были оторваны от грудей матерей и изрублены на куски на глазах своих родителей, а останки брошены в огонь и в воду… Некоторые были брошены в реку, и когда отцы и матери пытались спасти их, солдаты не дали им выбраться на сушу…»
Историки спорят по поводу того, санкционировал ли Кифт резню или солдаты действовали по собственному усмотрению. Все источники согласны с тем, что он вознаградил солдат за их действия. Нападения объединили алгонкинские народы в окрестностях в небывалой до того мере.
Осенью 1643 года около 1500 индейцев атаковали новые Нидерланды, убив многих, включая Энн Хатчинсон, известную проповедницу. Они сожгли деревни и фермы. В ответ на это зимой голландские войска убили 500 ваппингеров. Когда Новый Амстердам переполнился беженцами, колонисты восстали против Кифта. Они отказались платить новые налоги, которые он ввел, и многие стали покидать колонию. Кифт нанял капитана Джона Андерхилла, который набрал ополченцев на Лонг-Айленде, чтобы выступить против индейцев в Коннектикуте. Эти отряды убили более 1000 индейцев. После того, как частные письма с просьбой о вмешательстве директоров Голландской Вест-Индской компании и Республики не дали результата, колонисты объединились, чтобы официально подать ходатайство о смещении Кифта.
В течение следующих двух лет объединенные племена преследовали поселенцев по всем Новым Нидерландам. Малочисленные колониальные силы не могли остановить атаки, но индейцы были слишком разобщены, чтобы нанести более эффективные удары. Обе стороны, наконец, согласились на перемирие, которое было заключено в августе 1645 года.

## Последствия
Атаки индейцев заставили многих голландских поселенцев вернуться в Европу. Уверенность Голландской Вест-Индской компании в способности Кифта контролировать территорию в Новом Свете была потеряна. Вызванный в 1647 году на родину, Кифт погиб в кораблекрушении возле Суонси, Уэльс. Преемником Кифта стал Петер Стёйвесант, управлявший колонией, пока она не была уступлена англичанам.